# Весть (газета)
«Весть» — политическая и литературная газета, выходила в столице Российской империи городе Санкт-Петербурге, образовавшись из периодического печатного издания «Русский листок».
Газета «Весть» издавалась под предварительной цензурой с 1863 года — еженедельно, а с 1865 года дважды в неделю, с 1867 года газета выходила три раза в неделю, а с 1869 года — ежедневно.
Издателями-редакторами «Вести» были В. Д. Скарятин и Н. Юматов.
Газета «Весть» была печатным органом части дворянства, недовольной крестьянскою реформою императора Александра II; одним из основателей её стал Н. А. Безобразов. Сущность воззрений этой части общества сводилась к следующему: признавая уничтожение крепостного состояния актом необходимым, справедливым и благодетельным для России, она видела в положении 19 февраля ошибку в том, что законодательная власть избрала систему крестьянского самоуправления, вместо того, чтобы оставить административную власть в руках помещиков; последствием этого, по мнению газеты, явилась развращённость крестьянского сословия и эксплуатация им помещиков; между тем земля и мировые учреждения потворствуют крестьянам и стараются истребить все следы прежней заботливости помещиков о крестьянах. Вследствие такого положения дел происходит разорение помещиков и общее обеднениe.
В финансовой стороне вопроса газета «Весть» поддерживала мнение о замене большинства беспроцентных бумаг 6 % облигациями.
По вопросу о торговле газета «Весть» настаивала на покровительственной системе. Других вопросов газета почти не касалась.
В конце 1864 году «Весть» явилась отголоском бывшего в то время в городе Москве собрания дворянства.
В начале 1865 года (№ 4) редакция, без дозволения цензуры, напечатала речь графа Орлова-Давыдова и проект всеподданнейшего адреса, принятый собранием, за что была приостановлена на 8 месяцев, а редакторы преданы суду; номер газеты был конфискован.
Газета «Весть» возобновила работу 20 сентября и стала выходить в увеличенном формате, без цензуры.
С 10 № 1867 года издателем-редактором остался один В. Д. Скарятин, а с № 65 по № 107 1867 г. за редактора был А. Пензин.
В 1868 году газета «Весть» расходилась тиражом в 3701 экземпляров, а в 1869 г. — в 2770 копий. Нужно принять во внимание, что газета посылалась многим даром, всем предводителям дворянства, некоторые из которых печатно заявляли о нежелании получать газету и возвращали её обратно. Газету высмеял Михаил Салтыков-Щедрин: именно её читал дикий помещик Урус-Кучум-Кильдибаев в одноимённой «сказке».
В 1870 года на № 108 В. выход газеты прекратился. в приложении к № 108 было заявлено: «Редактор-издатель газеты „Весть“ поставлен в тягостную необходимость признаться в том, что он не в состоянии выполнить принятых на себя, по изданию газеты, обязательств. Он должен объявить, что вследствие совершенного истощения денежных средств он не может продолжать издание газеты».

## Источник
- Весть // Энциклопедический словарь Брокгауза и Ефрона : в 86 т. (82 т. и 4 доп.). — СПб., 1890—1907.